# Enchsajchany Njam-Oczir
Enchsajchany Njam-Oczir (ur. 10 marca 1985) – mongolski zapaśnik w stylu wolnym. Trzykrotny uczestnik mistrzostw świata, brązowy medalista w 2014; piąty w 2013. Brązowy medalista mistrzostw Azji w 2007. Piąty w Pucharze Świata w 2014 i szósty w 2017 roku.